# فرودگاه مکزیکو مموریال
فرودگاه مکزیکو مموریال (به انگلیسی: Mexico Memorial Airport) یک فرودگاه همگانی بهره‌برداری هوایی است که یک باند فرود بتن دارد و طول باند آن ۱۶۷۷ متر است. این فرودگاه در شهر مکزیکو، میزوری کشور ایالات متحده آمریکا قرار دارد و در ارتفاع ۲۵۱ متری از سطح دریا واقع شده‌است.